# 帕特·麥克阿瑟
帕特·麥克阿瑟（英語：Pat MacArthur；1987年4月27日—）是一位蘇格蘭橄欖球運動員。他是蘇格蘭國家橄欖球隊的一員，代表蘇格蘭參加了2014年橄欖球六國賽的比賽。